# Théâtre romain d'Aoste
 (décembre 2023).
Si vous disposez d'ouvrages ou d'articles de référence ou si vous connaissez des sites web de qualité traitant du thème abordé ici, merci de compléter l'article en donnant les références utiles à sa vérifiabilité et en les liant à la section « Notes et références ».
Le théâtre romain d'Aoste est un théâtre antique situé à Augusta Prætoria Salassorum, l'antique Aoste. Il s'agit du plus célèbre des monuments d'époque romaine présents en Vallée d'Aoste. 

## Historique

### Contexte archéologique
Les fouilles, situées près de la Porte prétorienne, montrent qu'une aire assez vaste était vouée aux jeux et aux amusements. En effet, le théâtre et l'amphithéâtre se trouvent l'un à côté de l'autre et occupent trois îlots adjacents à l'enceinte, tout près du Decumanus maximus, la rue principale de la ville. 
Les archéologues estiment que la construction du théâtre a suivi de quelques décennies la date de fondation de la ville (25 av. J.-C.). Au contraire, l'amphithéâtre remonte à l'époque de l'empereur Claude.
La pièce qui nous reste aujourd'hui est la façade méridionale, mesurant 22 mètres de haut. 
Sa rénovation a été liée récemment au projet Aoste classique, qui a entraîné aussi des travaux de restauration. 

### La rénovation
Jusqu'aux fouilles du XIXe siècle, avec l'œuvre de Charles Promis à partir de 1838, personne ne savait avec précision quelle était la fonction de cet édifice (appelé Palais du préteur) à l'époque des Romains. Les premières hypothèses furent formulées aux années 1920. 
Des travaux plus approfondis furent entrepris entre 1933 et 1941, et surtout pendant les années 1960, quand les archéologues retrouvèrent des pièces appartenant à des habitations, remontant aux IIe et IIIe siècles. 
Les travaux de restauration ont été achevés officiellement et définitivement en 2009. La journée du 23 août a été consacrée à cet événement de Restitution du théâtre à la population aostoise.

## Description du théâtre
Le théâtre occupait une superficie de plus de 5 000 m². La façade est caractérisée par des imposants contreforts verticaux, et par quatre ordres d'ouvertures : les arcades d'entrée (en bas), et trois ordres de fenêtres superposées de forme différente. 
Les gradins, disposés en hémicycle, formaient une cavea insérée dans un rectangle. Ce fait est sans doute lié à l'existence d'un auvent, sur le modèle des Theatrum tectum, comme celui de Pompéi. 
Ils devaient accueillir quelque 4 000 spectateurs. 
L'orchestre se trouvait dans la cavea, avec un rayon de 10 mètres environ, et derrière la scène, décorée par des marbres et des colonnes en style corinthien. De cette dernière partie, seules les fondations ont été récupérées.

## Visites
- Adresse : Rue du Bailliage
- Horaire :
  - de 9h00 à 18h30 (octobre et février)
  - de 9h00 à 17h00 (de novembre à janvier)
  - de 9h00 à 20h00 (d'avril à août)
  - de 9h00 à 19h00 (mars et septembre)
- Fermé: le 25 décembre et le 1er janvier

## Galerie de photos

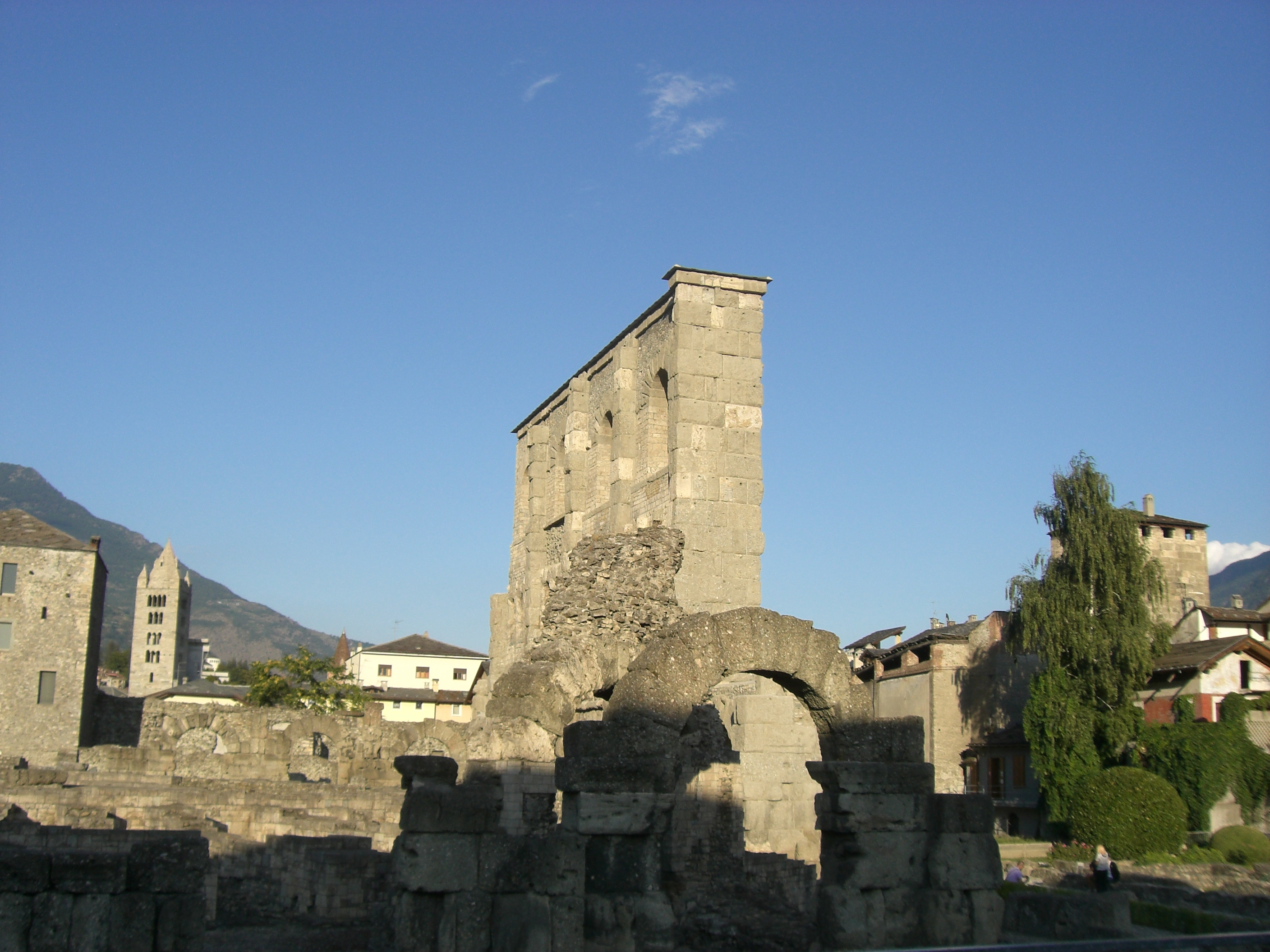
À l'arrière-plan, de gauche à droite, la tour Fromage, le clocher de la collégiale de Saint-Ours et la tour des seigneurs de Quart.
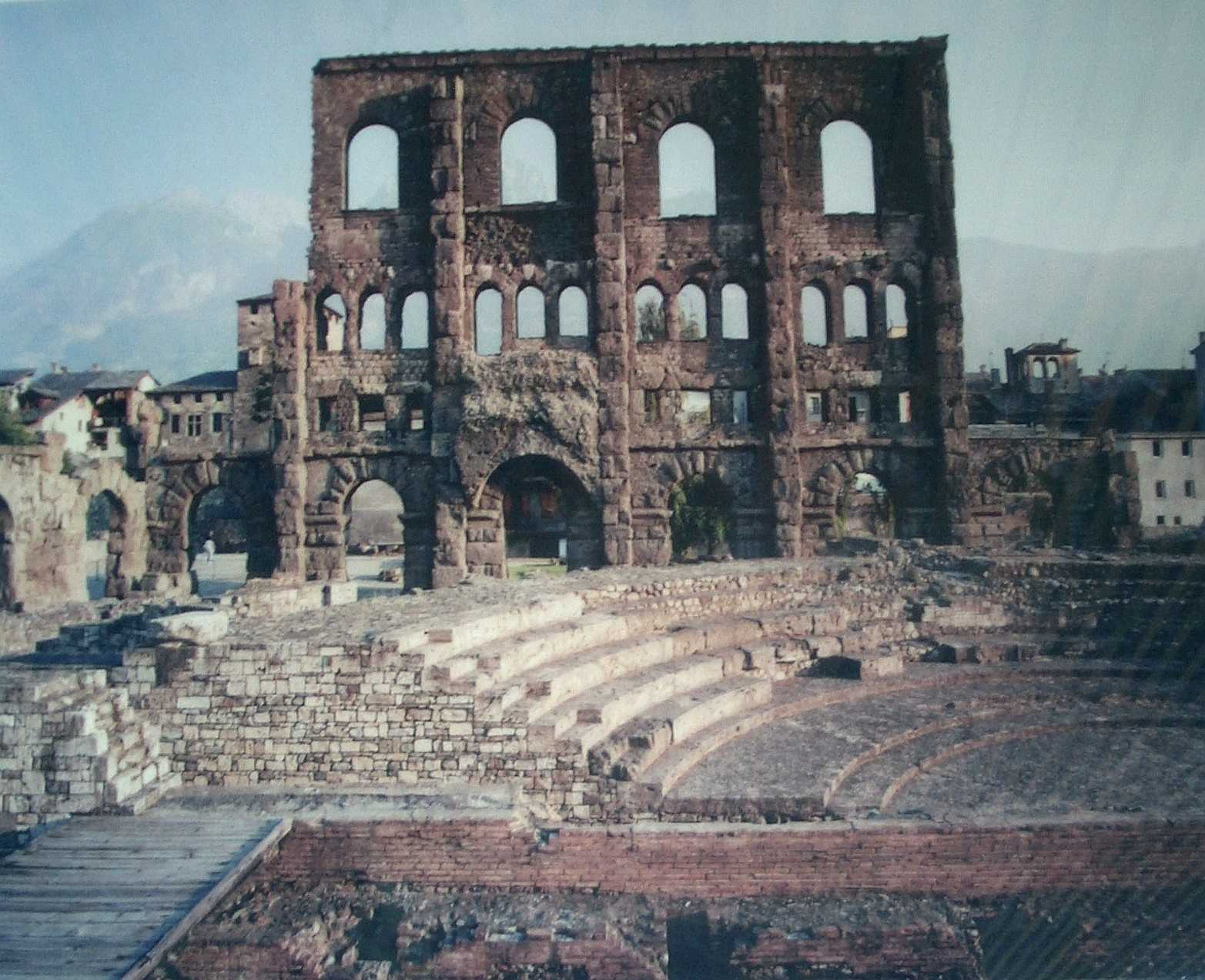
Vieille photo de la façade et de la cavea.
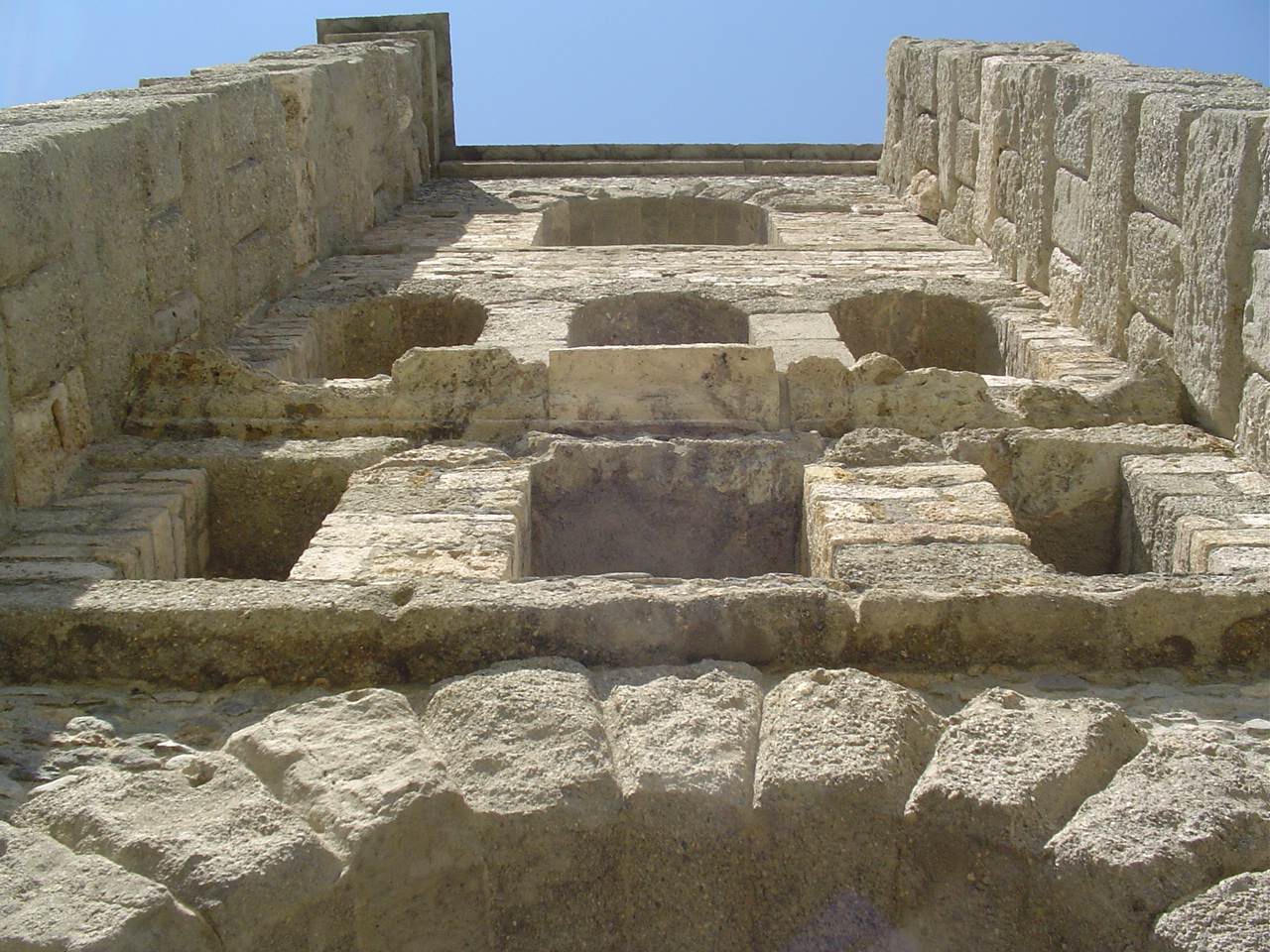
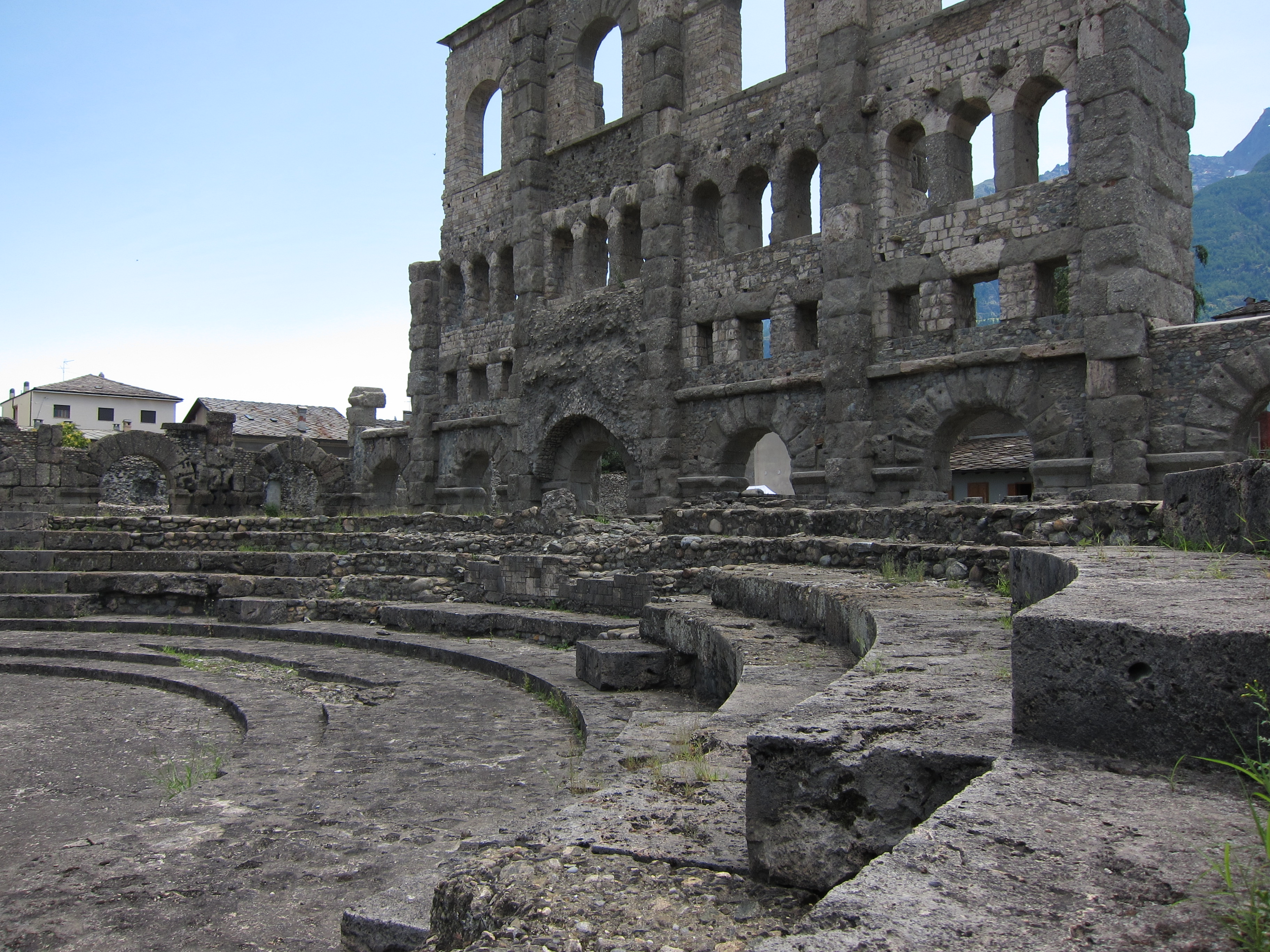
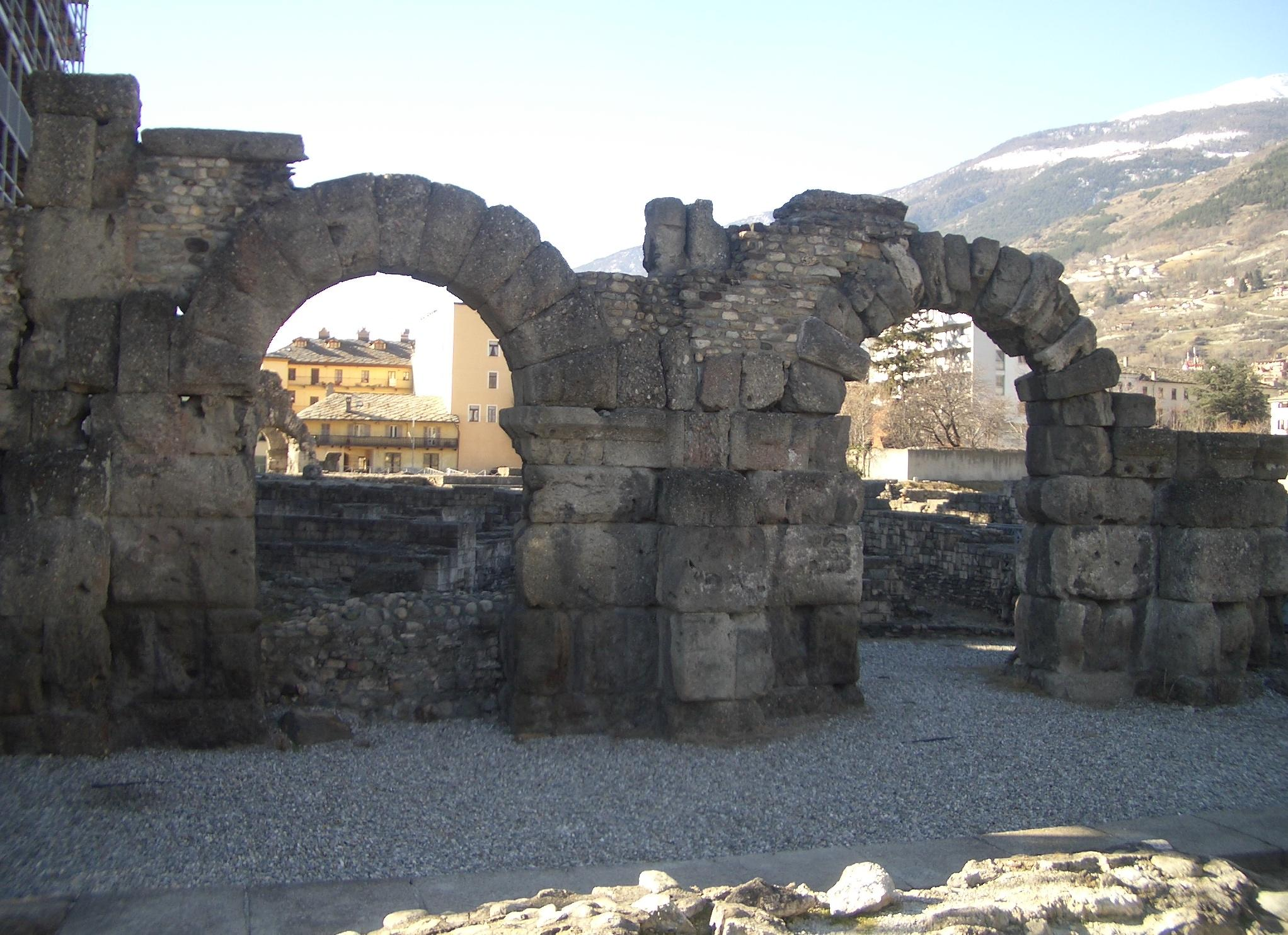
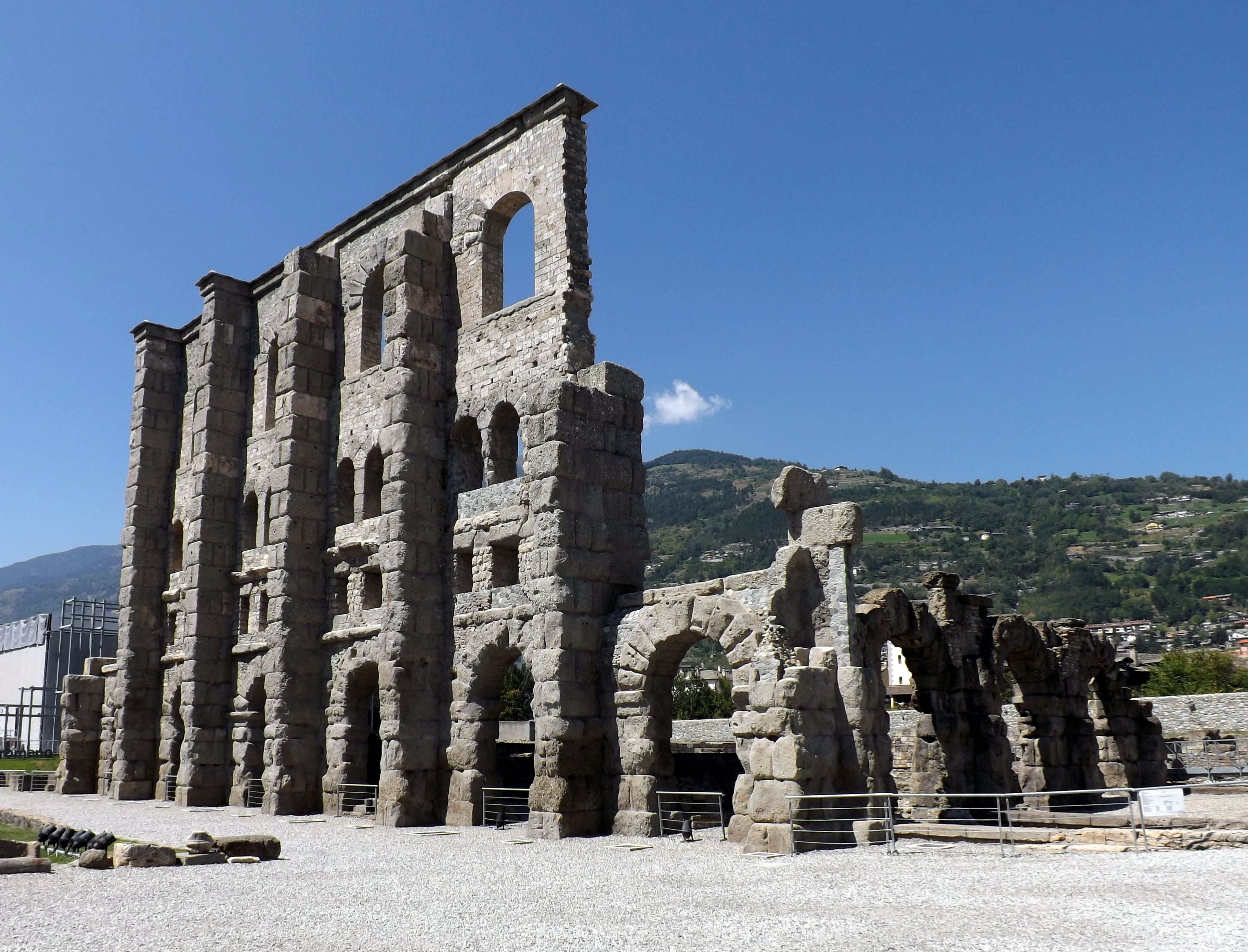